# 交差耐性
交叉耐性（こうさたいせい）とは、ある生物が1種類の薬剤に対して耐性を獲得すると同時に別の種類の薬剤に対する耐性も獲得することをいう。一般に化学構造や作用機序が類似している薬剤間で生じる。
交叉耐性（cross resistance）は、病原菌が殺菌剤に対して薬剤耐性（drug resistance）を獲得することに関する。
例としては、テトラサイクリン系化合物間、ストレプトマイシンとジヒドロストレプトマイシン、エリスロマイシンとオレアンドマイシンなどの抗生物質間の耐性の獲得である。
交叉耐性（cross tolerance）は、ヒトや動物が同種・同機序の薬物に対して、同量では効力を減弱させていく耐性（tolerance）に関する。
例としては、アルコールに対する耐性とともに全身麻酔に対する耐性の獲得、モルヒネの連用による他の麻薬性鎮痛薬に対する耐性の獲得などが挙げられる。